# Señorita Maestra (álbum)
Señorita Maestra é a trilha sonora da série argentina de mesmo nome, lançada em 1983. É constituídas por canções interpretadas pelo próprio elenco da série.

## Informações
A maioria das canções foram escritas por Abel Santa Cruz. Algumas delas foram regravadas posteriormente para a versão mexicana da trama, Carrusel de 1989.

## Faixas
1. "Usted, Señorita Maestra" (Abel Santa Cruz, R. Ortega)
2. "Señor Lenguaje" (L. Ortega, R. Ortega)
3. "La Niña Branca, el Niño Negro" (Abel Santa Cruz, R. Ortega)
4. "La Noche de Mi Escuela" (Abel Santa Cruz, R. Ortega)
5. "De Otro Planeta" (L. Ortega, R. Ortega)
6. "Porque Mañana" (L. Ortega, R. Ortega)
7. "Una Letra" (Abel Santa Cruz, R. Ortega)
8. "De Puro Pillo" (Abel Santa Cruz, R. Ortega)
9. "Con Sus Alitas Lastimadas" (Abel Santa Cruz, R. Ortega)
10. "Diente de Leche" (Abel Santa Cruz, R. Ortega)